# Новоукраїнка (Охтирський район)
Новоукраї́нка — село в Україні, у Тростянецькій міській громаді Охтирського району Сумської області. Населення становить 105 осіб. Колишній орган місцевого самоврядування — Ницахська сільська рада.

## Географія
Село Новоукраїнка знаходиться на березі пересихаючого Яру Вільхівця, який через 5 км впадає в річку Ворсклиця, вище за течією на відстані 1 км розташоване село Калинівка (зняте з обліку в 1988 році), нижче за течією на відстані 2 км розташоване село Ницаха. На струмку кілька загат.

## Населення

### Мова
Розподіл населення за рідною мовою за даними перепису 2001 року:
| Мова       | Кількість | Відсоток |
| ---------- | --------- | -------- |
| українська | 99        | 94.29%   |
| російська  | 6         | 5.71%    |
| Усього     | 105       | 100%     |